# Olayón

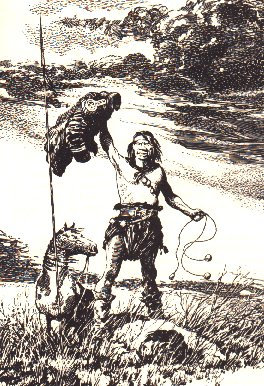
Olayón.

Olayón fue un cacique principal comechingón. Famoso por su bravura, vivió en la zona de Cruz del Eje, Córdoba, hacia 1590-1620.
Murió en combate, luchando contra los españoles, en duelo singular con el capitán Tristán de Allende, a quien logró dar muerte.